# Alberto Assirelli
Alberto Assirelli (San Varano, Forlì-Cesena, Emília-Romanya, 31 d'agost de 1936 - Forlì, 1 d'abril de 2017) va ser un ciclista italià, que fou professional entre 1960 i 1965.
En el seu palmarès destaca una victòria d'etapa al Giro d'Itàlia de 1962. Era el germà petit del també ciclista Nino Assirelli.

## Palmarès
- 1960
  - 1r a la Bolonya-Raticosa
- 1962
  - Vencedor d'una etapa el Giro d'Itàlia

### Resultats al Giro d'Itàlia
- 1960. 61è de la classificació general
- 1961. 42è de la classificació general
- 1962. 20è de la classificació general. Vencedor d'una etapa
- 1963. 23è de la classificació general
- 1964. 65è de la classificació general

### Resultats al Tour de França
- 1962. Abandona (14a etapa)